# Erwin Wolanek
Erwin Alojzy Wolanek (ur. 4 listopada 1893 w Winnikach, zm. 3 maja 1972 w Grodzisku Mazowieckim) – podpułkownik piechoty Wojska Polskiego, kawaler Orderu Virtuti Militari.

## Życiorys
Urodził się w rodzinie Alojzego i Janiny z domu Achrer. Uczęszczał do III Gimnazjum we Lwowie, w którym otrzymał świadectwo maturalne. Od 3 sierpnia 1914 w Legionach Polskich, gdzie otrzymał przydział do 3 kompanii I baonu 1 pułku piechoty, a w roku następnym został przeniesiony do 6 pułku piechoty. Leczył się, ponieważ podczas walk został ranny oraz zachorował na tyfus.
28 września 1917 został wcielony w szeregi armii austriackiej i został skierowany do szkoły oficerskiej, a po jej ukończeniu przydzielony do 93 pułku piechoty.
W listopadzie 1918 walczył w obronie Lwowa. Od 23 listopada 1918 do 31 stycznia 1919 pełnił służbę w 2 kompanii 38 pułku piechoty. W międzyczasie 25 listopada 1918 otrzymał awans na stopień chorążego. 29 maja 1919 awansowany na stopień podporucznika. Do 13 lipca 1919 służył w baonie szturmowym Brygady Lwowskiej, a do 30 września 1919 w IX Brygadzie Piechoty. 1 października rozpoczął służbę w 6 pułku piechoty. Walcząc w maju 1920, podporucznik Wolanek przyczynił się do uratowania od strat 11 kompanię, kiedy na czele kilku żołnierzy obrzucił granatami i ostrzelał ogniem karabinów maszynowych atakujący pozycje pułku bolszewicki samochód pancerny.
Na stanowisku adiutanta III baonu nad Teterewem podczas przewożenia ważnych dokumentów otoczył podporucznika Wolanka szwadron jazdy baszkirskiej. Nie zastanawiając się, na ich oczach zniszczył dokumenty, lecz został wzięty do niewoli. Zbiegł z niej i tułając się przez dwa miesiące powrócił w szeregi swojego baonu. Za czyny te odznaczony został Krzyżem Srebrnym Orderu Virtuti Militari. 13 lutego 1921 otrzymał awans na stopnień kapitana.
18 lutego 1928 został mianowany majorem ze starszeństwem z 1 stycznia 1928 i 78. lokatą w korpusie oficerów piechoty. W kwietniu tego roku został wyznaczony w 6 pp Leg. na stanowisko dowódcy I batalionu. We wrześniu 1930 został przeniesiony do Szkoły Podchorążych Rezerwy Piechoty w Zambrowie na stanowisko dowódcy batalionu. W listopadzie 1932 został przeniesiony do 19 pułku piechoty we Lwowie na stanowisko dowódcy batalionu. 27 czerwca 1935 został mianowany podpułkownikiem ze starszeństwem z 1 stycznia 1935 i 26. lokatą w korpusie oficerów piechoty. W lipcu tego roku został przeniesiony do 41 pułku piechoty w Suwałkach na stanowisko zastępcy dowódcy pułku.
W sierpniu 1939 został wyznaczony na stanowisko dowódcy 134 pułku piechoty. Podczas kampanii wrześniowej, 27 września został przez Niemców wzięty do niewoli, w której był przetrzymywany do 1945. Najpierw w obozie Oflag II-A Prenzlau (numer jeńca: 109), w maju 1940 został przeniesiony do Oflagu IV-C Colditz (numer jeńca: 7503), później do Oflagu II-D Gross Born i wreszcie do Stalagu 10-B/Oflag P w Sandbostel/Bremenvörde (numer jeńca: 109/IV.C, barak nr 35/11).
W 1946 powrócił do kraju. W cywilu był pracownikiem w przemyśle farmaceutycznym. Zmarł w Grodzisku Mazowieckim i został pochowany na miejscowym cmentarzu.
Był żonaty ze Stefanią Anną (z domu Dostał) i miał syna Jerzego i córkę Krystynę.

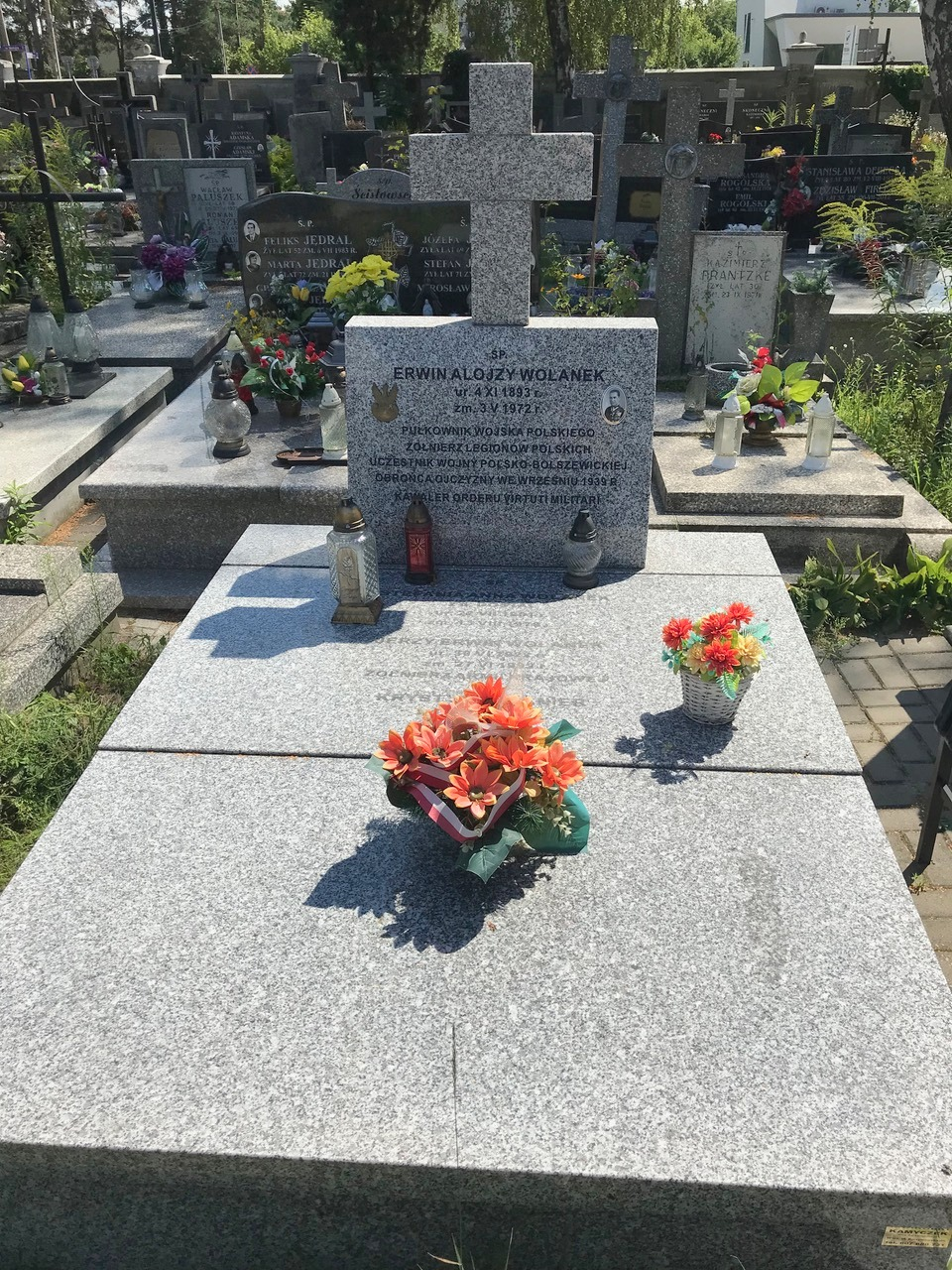
Grób Erwina Wolanka na Cmentarzu Parafialnym w Grodzisku Mazowieckim
(po odbudowie)

## Ordery i odznaczenia
- Krzyż Srebrny Orderu Virtuti Militari nr 1196[1]
- Krzyż Niepodległości (6 czerwca 1931)[10]
- Krzyż Walecznych (czterokrotnie)[9]
- Złoty Krzyż Zasługi (dwukrotnie: 17 marca 1930[11], po raz drugi[12])
- Medal Pamiątkowy za Wojnę 1918–1921[13]
- Medal Dziesięciolecia Odzyskanej Niepodległości[13]
- Odznaka za Rany i Kontuzje (dwukrotnie)[13]

## Listy z obozów jenieckich

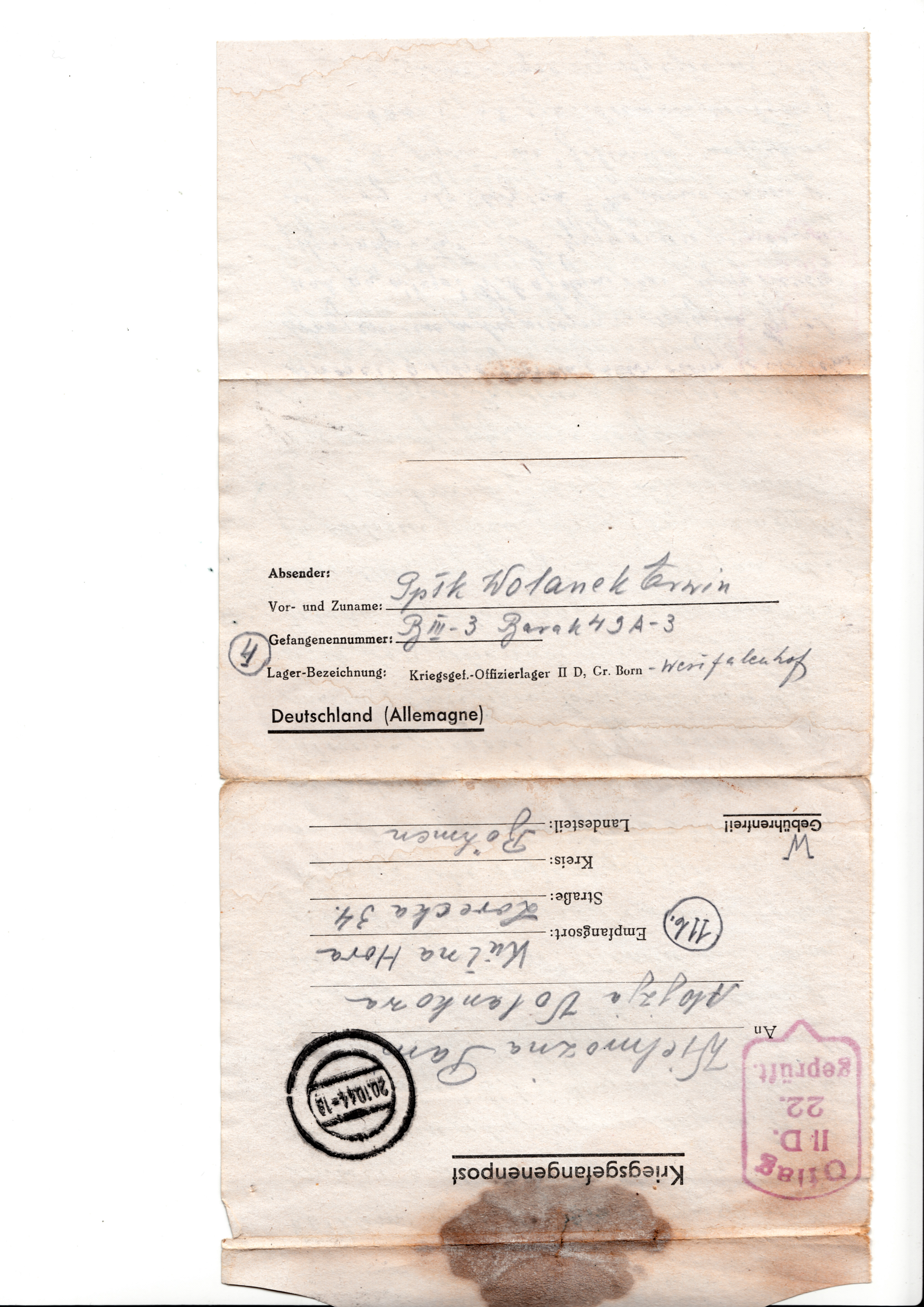
List z obozu jenieckiego Oflag II D.
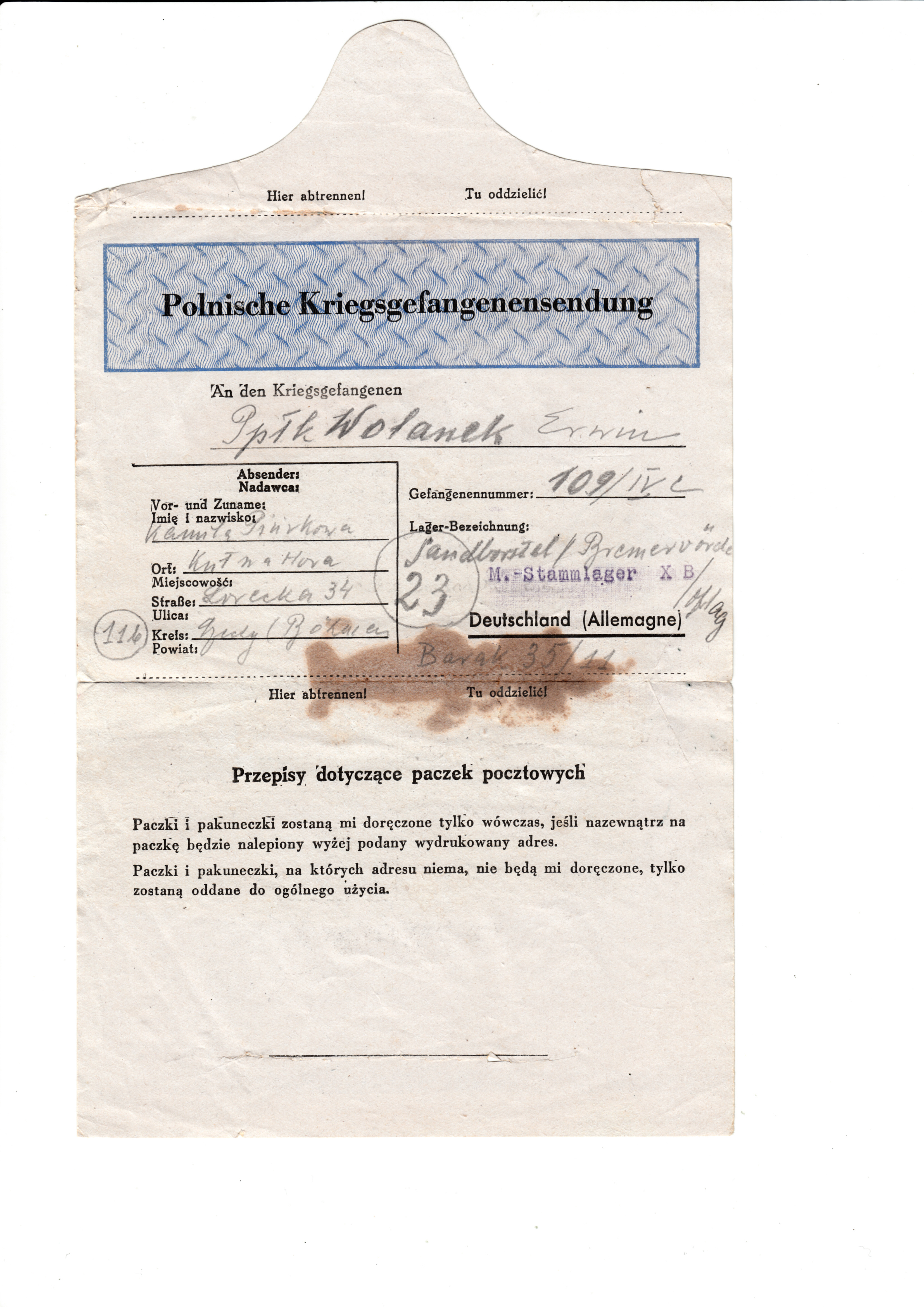
List z obozu jenieckiego Stalag X B / Oflag P – Strona 1
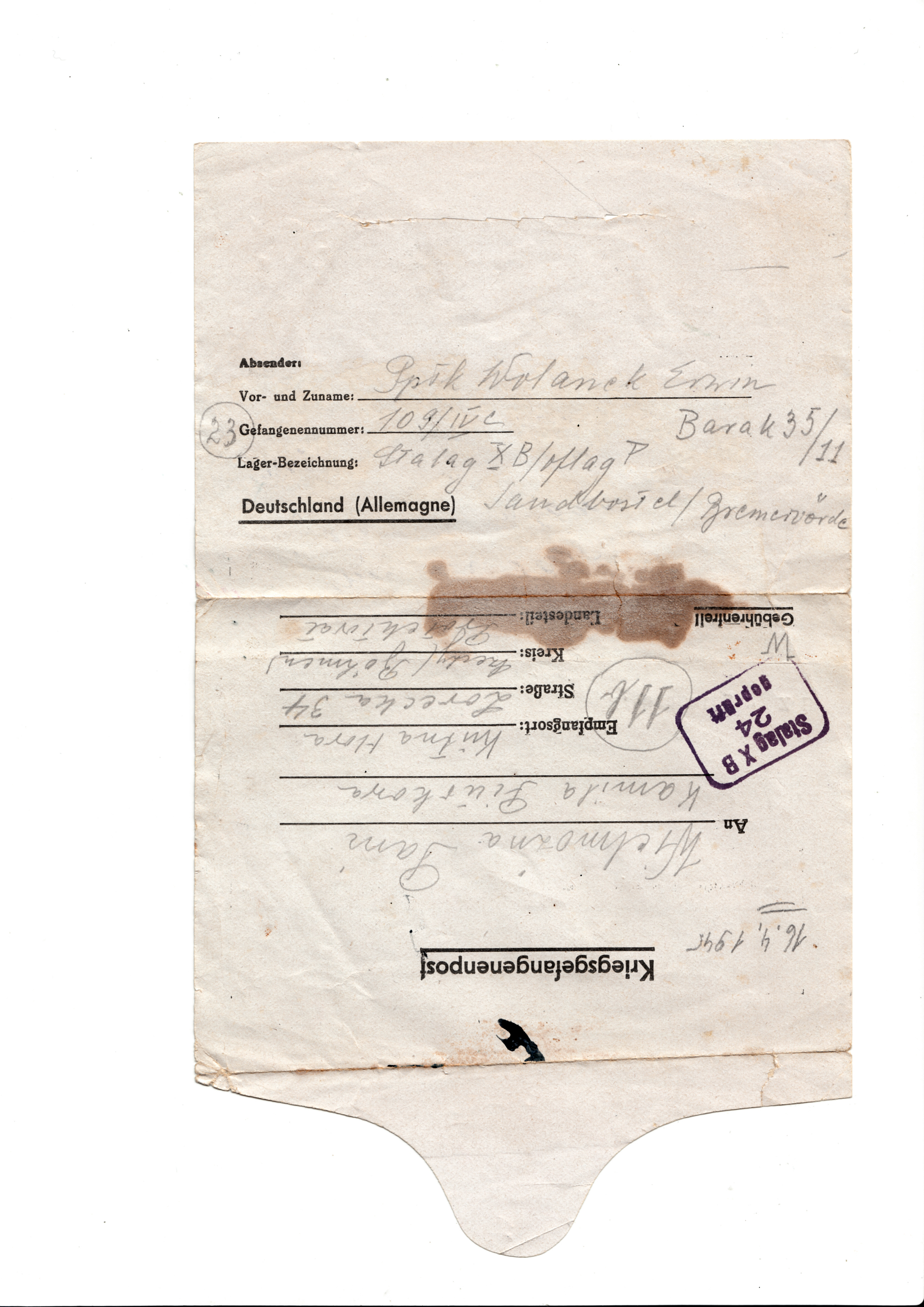
List z obozu jenieckiego Stalag X B / Oflag P – Strona 2